# クート準男爵
クート準男爵（クートじゅんだんしゃく、英: Coote baronets）は、準男爵位。1621年にアイルランドの準男爵位として、1774年にグレートブリテンの準男爵位として創設され、前者が現存する。

## 歴史

### 1621年の創設
イングランド出身の軍人チャールズ・クート(1581–1642)は1600年にアイルランドに移ったのち、アイルランド九年戦争で戦功を立て、1616年11月5日に騎士爵に、1621年4月2日にアイルランドの準男爵位を叙された。2代準男爵チャールズ・クート(c.1610–1661)は1626年6月4日に騎士爵に叙されたのち、アイルランド庶民院議員を務め、アイルランド同盟戦争で政府軍に味方した。1650年代に第一議会、第二議会、第三議会の議員を務めたが、1659年にチャールズ2世の王政復古を支持したため、1660年9月6日にアイルランド貴族であるクイーンズ・カウンティにおけるマウントラス伯爵、ロスコモン県キャッスル・クートのクート子爵、キングス・カウンティキャッスル・カフのクート男爵に叙された。
2代伯爵チャールズ・クート(c.1630–1672)はアイルランド庶民院議員を務め、3代伯爵チャールズ・クート(c.1655–1709)はロード・ジャスティス（摂政）の1人になった。5代伯爵ヘンリー・クート(1684–1720)と6代伯爵アルジャーノン・クート(1689–1744)はホイッグ党所属のグレートブリテン庶民院議員を務めた。
7代伯爵チャールズ・ヘンリー・クート(c.1725–1802)は生涯未婚で嫡子がおらず、1800年7月31日にアイルランド貴族であるキャッスル・クート男爵に叙された。この爵位には特別残余権（special remainder）が規定されており、チャールズ・ヘンリー・クートの男系子孫が断絶した場合、遠戚のチャールズ・ヘンリー・クート(1754–1823)およびその男系男子が継承できるとした。かくして、1802年に7代伯爵が死去すると、キャッスル・クート男爵位はチャールズ・ヘンリー・クートが継承、1660年創設の爵位は廃絶、準男爵位はもう1人の遠戚チャールズ・ヘンリー・クート(1792–1864)（初代伯爵の弟チッドリー・クートの来孫）が継承した。7代伯爵の遺産のうち、アイルランドでの地所のみクート家が相続した。
9代準男爵以降はその男系子孫によって継承され、2020年現在の当主は16代準男爵サー・ニコラス・パトリック・クート(1953–)である。

### 1774年の創設
初代ベロモント伯爵チャールズ・クート(1738–1800)は1774年5月18日にグレートブリテンの準男爵位を叙された。この準男爵位は特別残余権（special remainder）が規定され、チャールズ・クートの男系子孫が断絶した場合は庶子チャールズ・クート(1765–1857)が継承できるとした。ベロモント伯爵の嫡子が早世したため、1800年に伯爵が死去すると、庶子チャールズ・クートが準男爵位を継承、それ以外の爵位は廃絶した。
準男爵位は以降息子、孫へと継承されたが、1920年に4代準男爵サー・チャールズ・アルジャーノン・クート(1847–1920)が死去すると、準男爵位は廃絶した。

## （キャッスル・カフの）クート準男爵（1621年）
- 初代準男爵サー・チャールズ・クート（英語版）（1581年 – 1642年）
- 第2代準男爵サー・チャールズ・クート（英語版）（1610年ごろ – 1661年）
  - 1660年、マウントラス伯爵に叙爵

## マウントラス伯爵（1660年）
- 初代マウントラス伯爵チャールズ・クート（英語版）（1610年ごろ – 1661年）
- 第2代マウントラス伯爵チャールズ・クート（英語版）（1630年ごろ – 1672年）
- 第3代マウントラス伯爵チャールズ・クート（英語版）（1655年ごろ – 1709年）
- 第4代マウントラス伯爵チャールズ・クート（1680年ごろ – 1715年）
- 第5代マウントラス伯爵ヘンリー・クート（1684年 – 1720年）
- 第6代マウントラス伯爵アルジャーノン・クート（1689年 – 1744年）
- 第7代マウントラス伯爵チャールズ・ヘンリー・クート（1725年ごろ – 1802年）
  - 1800年、キャッスル・クート男爵に叙爵

## （キャッスル・カフの）クート準男爵（1621年、復帰）
- 第9代準男爵サー・チャールズ・ヘンリー・クート（英語版）（1792年 – 1864年）
- 第10代準男爵サー・チャールズ・ヘンリー・クート（1815年 – 1895年）
- 第11代準男爵サー・アルジャーノン・クート（英語版）（1817年 – 1899年）
- 第12代準男爵サー・アルジャーノン・チャールズ・プランプター・クート（1847年 – 1920年）
- 第13代準男爵サー・ラルフ・アルジャーノン・クート（1874年 – 1941年）
- 第14代準男爵サー・ジョン・ラルフ・クート（1905年 – 1978年）
- 第15代準男爵サー・クリストファー・ジョン・クート（1928年 – 2016年）[16]
- 第16代準男爵サー・ニコラス・パトリック・クート（1953年 – ）

準男爵位の法定推定相続人は現当主の息子ローリー・アラスデア・クート（1987年 – ）である。

## （ドニーブルックの）クート準男爵（1774年）
- 初代ベロモント伯爵・初代準男爵チャールズ・クート（1738年 – 1800年）
- 第2代準男爵サー・チャールズ・クート（1765年 – 1857年）
- 第3代準男爵サー・チャールズ・クート（1798年 – 1861年）
- 第4代準男爵サー・チャールズ・アルジャーノン・クート（1847年 – 1920年）